# Halina Wiśniewska (filolog)
Halina Wiśniewska (ur. 20 października 1931 w Zawierciu, zm. 30 maja 2018) – polska filolog, prof. dr hab..

## Życiorys
Uczęszczała do Gimnazjum im. Hetmana Jana Tarnowskiego. W latach 1957- 1960 studiowała filologię polską w Studium Nauczycielskim (Wydział Zaoczny dla Pracujących) w Rzeszowie. W 1961 roku rozpoczęła studia w Wyższej Szkole Pedagogicznej w Krakowie, a w 1965 na Wydziale Filologiczno-Historycznym WSP w Krakowie otrzymała tytuł magistra z zakresu filologii polskiej. Dnia 28 lutego 1973 uzyskała stopień naukowy doktora nauk humanistycznych. Następnie 1 października 1978 roku została docentem i objęła stanowisko kierownika Zakładu Metodyki Literatury i Języka Polskiego UMCS. W 1989 roku została profesorem nadzwyczajnym, a w 1993 roku profesorem zwyczajnym.
Od 1980 do 1987 pełniła funkcję przewodniczącej Wojewódzkiej Olimpiady Polonistycznej, a w 1991 została członkiem Komitetu Redakcyjnego Słownika języka polskiego XVII i 1. połowy XVIII wieku.
Pochowana na Cmentarzu Komunalnym w Lublinie (ul. Droga Męczenników Majdanka 71) (kwatera S3R4-3-21).

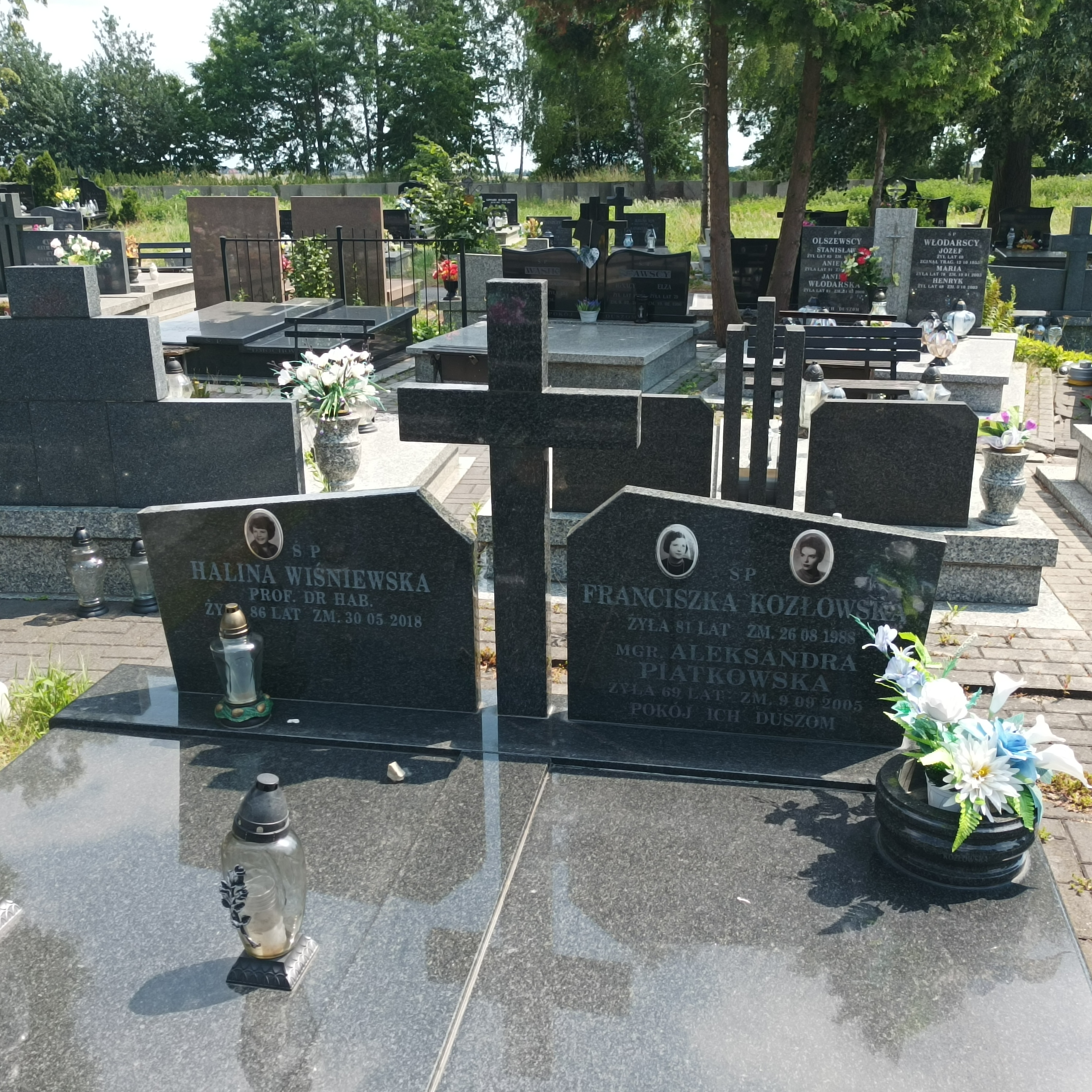
Grób prof. Haliny Wiśniewskiej na Cmentarzu Komunalnym na Majdanku w Lublinie

## Odznaczenia
- Złoty Krzyż Zasługi
- Medal Komisji Edukacji Narodowej
- Krzyż Kawalerski Orderu Odrodzenia Polski[2]